# Contea di Dewey (Dakota del Sud)
La contea di Dewey ( in inglese Dewey County ) è una contea dello Stato del Dakota del Sud, negli Stati Uniti. La popolazione al censimento del 2000 era di 5 972 abitanti. Il capoluogo di contea è Timber Lake.